# Маунт Дора (Флорида)
Маунт Дора (енгл. Mount Dora) град је у америчкој савезној држави Флорида. По попису становништва из 2010. у њему је живело 12.370 становника.

## Демографија
Према попису становништва из 2010. у граду је живело 12.370 становника, што је 2.952 (31,3%) становника више него 2000. године.
| Група             | 2000.         | 2010.         |
| Белци             | 6.846 (72,7%) | 8.602 (69,5%) |
| Афроамериканци    | 1.806 (19,2%) | 1.930 (15,6%) |
| Азијати           | 65 (0,7%)     | 228 (1,8%)    |
| Хиспаноамериканци | 628 (6,7%)    | 1.448 (11,7%) |
| Укупно            | 9.418         | 12.370        |